# Телевизир

Съемочная группа у мониторов видеоконтроля

Телевизи́р — комплекс устройств, позволяющий осуществлять контроль качества отснятого фильма при помощи видеозаписи (видеоконтроль) непосредственно на съёмочной площадке, не дожидаясь проявки киноплёнки. Кроме того, телевизир служит в качестве вспомогательного электронного видоискателя, который может использоваться во время съёмки параллельно с оптическим визиром.

## Применение
Современные профессиональные киносъёмочные аппараты оснащаются встроенной телевизионной камерой, формирующей телевизионный видеосигнал, выводимый на видеомагнитофон и монитор. Таким образом, вся съёмочная группа может видеть на мониторе изображение, снимаемое непосредственно объективом киносъёмочного аппарата. После съёмки очередного дубля группа может просмотреть готовый эпизод, чтобы сразу же переснять его в случае неудачи. Это позволяет существенно экономить бюджет, поскольку ошибки обнаруживаются сразу же, и не требуется повторная подготовка костюмов, грима, декораций и установка освещения. Появление телевизира и панорамных головок с электроприводом сделало возможным дистанционное управление киносъёмочным аппаратом в труднодоступных местах. Поэтому телевизир незаменим в случаях, когда использование обычного визира невозможно, например, при съёмке с лёгкого операторского крана-стрелы, где кинооператор не может находиться вместе с камерой, или при использовании систем стабилизации типа «Стэдикам». Кроме того, телевизир используется при съёмке в труднодоступных или опасных местах, а также под водой.
Наиболее эффективно использование телевизира при многокамерных съёмках. Для съёмки художественных кинокартин и телефильмов многокамерным способом создавались специальные кинотелевизионные комплексы, состоящие из синхронных киносъёмочных аппаратов с телевизирами, подключёнными к замкнутой телевизионной системе, позволяющей централизованно контролировать изображение всех камер и осуществлять их пуск и остановку с режиссёрского пульта. Наиболее известными кинотелевизионными комплексами стали «Система-35» фирмы «Митчелл» (англ. Mitchell) и «Электроник-кам» (англ. Electronicam) фирмы Arri, последняя из которых разрабатывалась в качестве альтернативы кинорегистраторам видео. В СССР телевизир был впервые использован во время съёмок фильма «Белое солнце пустыни». Модернизированный киносъёмочный аппарат «Дружба-Т» со встроенной передающей камерой работал в паре со стационарным видеомагнитофоном КМЗИ-6, позволяя просматривать чёрно-белое изображение сразу после съёмки каждого дубля.
В 1976 году был разработан советский кинотелевизионный комплекс «Изофон-II», в состав которого входили два киносъёмочных аппарата «3КСР-Т» с телевизирами «Philips LDH-26», два видеомагнитофона «Sony VO-2860» формата U-matic и магнитофон «Ритм-320» с узкой магнитной лентой шириной 6,25 мм для синхронной записи фонограммы. Комплекс использовался для съёмки фильмов «Рождённая революцией» и «Короли и капуста».

## Разновидности телевизиров
Телевизиры, применяемые в кинематографе, делятся на две группы: визиры с пространственным параллаксом и беспараллаксные. Первый тип, состоящий из портативной телекамеры, укреплённой на корпусе киносъёмочного аппарата параллельно съёмочному объективу, в настоящее время почти не применяется, поскольку обладает значительной погрешностью определения границ кадра и параллаксом.
Большинство современных беспараллаксных телевизиров сопряжено с визиром киносъёмочного аппарата, обеспечивая точную передачу границ снимаемого кадра и глубины резко изображаемого пространства. 
Изображение для передающей камеры отбирается при помощи светоделительной призмы, встроенной в тракт сопряженного визира. При этом яркость изображения в лупе снижается, но остаётся приемлемой для полноценной работы. Из отечественных киносъёмочных аппаратов телевизиром могли оснащаться «Кинор-35Н» модели 9КСН, «Славутич», «Союз» УС-3 и другие. Большинство современных киносъёмочных аппаратов оснащено встроенными беспараллаксными телевизирами, имеющими компактную конструкцию.
Первые телевизиры позволяли получать только чёрно-белое изображение, которое считалось достаточным для контроля основных параметров изображения. Кроме того, существовавшие телевизионные технологии требовали трёх передающих трубок и сложную цветоделительную систему, что привело бы к неприемлемому усложнению киносъёмочных аппаратов. Цветной телевизир впервые появился в 1985 году, когда на выставке «Телекинорадиотехника-85» фирма Arri продемонстрировала первую кинокамеру, формирующую на ТВ-выходе цветной видеосигнал. В настоящее время все существующие телевизиры позволяют получать цветное изображение при помощи полупроводниковых матриц с массивом цветных цветоделительных светофильтров.